# بوتاش
بوتاش (انگلیسی: BOTAŞ) شرکت دولتی انتقال و بازاریابی نفت و گاز ترکیه‌ای است، که در سال ۱۹۷۴ توسط شرکت نفت ترکیه تأسیس شد. هم‌اکنون صندوق ثروت ترکیه مالکیت شرکت بوتاش را در اختیار دارد.
شرکت بوتاش در ابتدا در سال ۱۹۷۴ برای ساخت و بهره‌برداری از خط لوله نفت کرکوک-جیحان تأسیس شد. از سال ۱۹۸۷، بوتاش در فعالیت‌های حمل و نقل و تجارت گاز طبیعی نیز مشارکت داشته است. از ۹ فوریه ۱۹۹۰ تا ۲ مه ۲۰۰۱، بوتاش از حقوق انحصاری واردات، توزیع، فروش و قیمت‌گذاری گاز طبیعی برخوردار بود. در عمل، انحصار توزیع گاز بوتاش تنها در سال ۲۰۰۷ پایان یافت، زمانی که رویال داچ شل و بسفروس گاز، یک سرمایه‌گذاری مشترک از گازپروم و تور انرژی، شروع به فروش گاز طبیعی در بازار کردند.